# Dörfles-Esbach
Dörfles-Esbach is een gemeente in de Duitse deelstaat Beieren, en maakt deel uit van het Landkreis Coburg.
Dörfles-Esbach telt 3.551 inwoners.
Ahorn ·
Bad Rodach ·
Dörfles-Esbach ·
Ebersdorf bei Coburg ·
Großheirath ·
Grub am Forst ·
Itzgrund ·
Lautertal ·
Meeder ·
Neustadt bei Coburg ·
Niederfüllbach ·
Rödental ·
Seßlach ·
Sonnefeld ·
Untersiemau ·
Weidhausen bei Coburg ·
Weitramsdorf